# Maroharatra
Maroharatra est une commune rurale (de 2e catégorie) malgache située dans la région de Vatovavy.